# Bitwa pod Gaugamelą
Bitwa pod Gaugamelą (czasem nazywana też bitwą pod Arbelą, która była najbliższym dużym miastem) – starcie zbrojne, które miało miejsce 1 października (niektórzy historycy przyjmują datę 27 września) 331 p.n.e. pomiędzy wojskami macedońskimi Aleksandra Wielkiego a armią perską króla Dariusza III.

## Przed bitwą
Na wieść o formowaniu się nowej armii Dariusza w Mezopotamii, Aleksander wraz ze swoimi wojskami opuścił świeżo zdobyty Egipt, pozostawiając jednak liczne garnizony w większych miastach, i skierował się w stronę Tyru, a następnie Tygrysu i Eufratu. Do spotkania doszło pod Gaugamelą nad rzeką Bumelos (lub Bumodus), ok. 35 km na północny wschód od Tygrysu, 80–95 km na północ od Arbeli.
Siły macedońskie – co do czego zgodni są wszyscy autorzy – liczyły 47 000 żołnierzy, natomiast w odniesieniu do perskich różnią się dość znacznie: od 200 do 250 tysięcy ludzi. W milion Arriana nikt dziś nie wierzy, chociaż autor „Anabazy Aleksandra” uważany jest za najrzetelniejszego historyka starożytności, a wiedzę o bitwach pod Issos i Gaugamelą czerpał z pamiętników dwóch oficerów Aleksandra. Podobne różnice występują w odniesieniu do składu armii: podczas gdy Peter Green twierdzi, że armia Dariusza składała się w 80 procentach z konnicy, Paul Davis i Bryan Perrett podają, że Dariusz miał co najmniej 200 000 piechoty i zaledwie 45 000 jazdy, oraz 200 rydwanów uzbrojonych w kosy i 15 słoni.
Dariusz, nauczony doświadczeniem spod Issos, postanowił oprzeć się przede wszystkim na kawalerii i wzmocnić swoje lewe skrzydło bardzo silnym zgrupowaniem doborowych oddziałów jazdy baktryjskiej przeciwko dowodzonej (jak zwykle) osobiście przez Aleksandra prawej flance macedońskiej. Poza tym król perski postanowił wykorzystać rydwany i słonie. Taki układ sił podyktowany był z jednej strony faktem, że większość najlepszej piechoty Dariusz utracił wcześniej pod Issos, a poza tym piechota perska nie miała żadnych szans w starciu z macedońską falangą, czy też hoplitami greckimi, o czym dowództwo perskie zdążyło się już przekonać. W centrum wojsk perskich ustawione były oddziały najemników greckich i królewska gwardia konna, a przed linią centrum rydwany i słonie, zaś na skrzydłach jazda pancerna.
Aleksander, przyjrzawszy się 29 września ze wzgórz armii Dariusza, postanowił zastosować zmodyfikowaną taktykę Epaminondasa spod Leuktrów (czyli szyk ukośny), która przyniosła mu już zwycięstwo pod Issos. Na prawym, wysuniętym skrzydle, umieścił swych konnych hetajrów, lekką piechotę (łuczników i procarzy) i hypaspistów. W centrum umieścił główne siły falangi, a na lewym skrzydle jazdę grecką i tessalską. Za głównymi siłami ustawił kolumny lekkozbrojnej jazdy i pieszych. Ryzykował wiele: Dariusz miał w pierwszej linii 34 tysiące jazdy, on zaś zaledwie 7250. Chcąc wygrać, dołożył wszelkich starań, by omamić przeciwnika i – wzmacniając flanki i tyły – przekonać wroga, że jego linia jest nawet słabsza niż była rzeczywiście.

## Bitwa
Aleksander czekał, nie zaatakował pierwszy, ale z wolna przesuwał swe wojska. Persowie, widząc, że macedońskie centrum kieruje się ku ich prawemu skrzydłu, gdzie grunt nie był splantowany, uderzyli. Atak rydwanów, uzbrojonych na osiach w kosy, nie powiódł się, bowiem oddziały falangi rozstępowały się, a woźnice wozów zostali wystrzelani przez procarzy i łuczników Aleksandra. Nie zdołały rozbić przeciwnika nawet słonie, mimo że Macedończycy nie byli z nimi jeszcze obeznani. Teraz falanga uderzyła na piechotę perską spychając ją w tył.
W kolejnej fazie bitwy baktryjska konnica Bessosa, chcąc oskrzydlić przeciwnika, ruszyła do ataku, lecz z niewiadomych przyczyn nie dokonała w odpowiednim momencie zwrotu na tyły przeciwnika i zapędziła się aż pod tabory dobrze bronione przez lekką piechotę tracką. Uderzenie Bessosa spowodowało powstanie luki w perskim ugrupowaniu centrum. Aleksander, który kontrolował sytuację, dostrzegł tę lukę i tam – gdzie znajdował się Dariusz – skierował główne uderzenie swych konnych hetajrów. Wojska perskie w centrum nie wytrzymały ataku klina macedońskiego i uległy panice, pociągając za sobą Dariusza i oddziały z lewego skrzydła. „Król królów” raz jeszcze – jak pod Issos – uciekł z pola bitwy.
Tymczasem na prawym skrzydle Persowie, pragnąc wykorzystać sytuację, uderzyli na dowodzone przez Parmeniona lewe skrzydło macedońskiej armii, które jednak wytrzymało napór wroga dzięki wsparciu kolumn rezerwowych. Aleksander, widząc ciężkie położenie swoich wojsk na lewym skrzydle, zaprzestał pościgu za Dariuszem, zawrócił swoje wojska i uderzył od tyłu na oddziały perskiego prawego skrzydła, doprowadzając do ich zniszczenia.

## Znaczenie
- Kurcjusz Rufus twierdził, że Macedończycy stracili w bitwie 300 żołnierzy, Diodor, że 500, a Arrian pisał, że stracili 100.[8]
- Straty perskie oceniali na 40 tysięcy (Kurcjusz), 90 tysięcy (Diodor) i 300 tysięcy (Arrian)[8]. Historycy współcześni są bardziej wstrzemięźliwi, ale i oni twierdzą, że straty perskie to co najmniej 50 000 żołnierzy[8].
- Armia perska uległa całkowitemu rozbiciu.
- Król Dariusz ratował się ucieczką.
- Rozbicie armii perskiej pozwoliło Aleksandrowi opanować Mezopotamię i otworzyło mu drogę na wschód, po pozostałości Imperium Achemenidów.